# 大垣市立北中学校
大垣市立北中学校（おおがきしりつきたちゅうがっこう）は、岐阜県大垣市にある公立の中学校。

## 特徴
- 隣接する大垣北公園の陸上トラックを使用して体育を行うこともある。
- 隣接する大垣市立北小学校から持ち上がりの形式を取っていて、小学校・中学校間に学区の変更のない学校である。また、小学校に中学校の教員が訪問し、授業を行うといった試みも行われている。
- 隣接する大垣日大高校が甲子園で準優勝したとき、学校長とそのメンバーが北中学校に訪問したことがあった。
- 3大集いであるスポーツの集い、合唱の集い(俗に言う体育祭と音楽祭)、北辰の集い(合唱とスピーチ)を毎年実施している。合唱の集いは2013年度から学年合唱のみオーケストラを呼んでいる。

以上のように希な地理関係を駆使して隣接する学校間の交流がある点で特徴的だと言えよう。ちなみに、本校のように小学校から高校まで地理的に隣接しているのは大垣市内では本校のみである。

## 沿革
- 1947年（昭和22年）4月1日 - 大垣市立北中学校として開校。大垣市の2つの小学校（北小学校・宇留生小学校）と安八郡中川村の中川村立中川小学校の児童が通学する。大垣市藤江町の岐阜県大垣高等女学校校舎[注釈 1]本校とし、大垣市室村町の岐阜県大垣中学校[注釈 2]、大垣市公民館、北小学校、宇留生小学校、中川小学校に分校を設置。
- 1948年（昭和23年）8月 - 大垣市室村町の旧制・大垣中学校の校舎を借り受け[注釈 3]、統合校舎とする。全ての分校を廃止。
- 1949年（昭和24年） - 中川村が大垣市に編入される。現在地に校舎が完成し、移転。
- 1969年（昭和44年） - 校区の一部（宇留生小学校校区）が、新設の大垣市立西部中学校校区に移る。
- 1982年（昭和57年） - 校区の一部（中川小学校校区）が、新設の大垣市立星和中学校校区に移る。

## 通学区域[1]
- 見取町1丁目、2丁目
- 林町1丁目、2丁目、3丁目、4丁目、5丁目、6丁目、7丁目、8丁目、9丁目、10丁目
- 笠縫町
- 笠木町
- 宿地町
- 河間町1丁目、2丁目、3丁目、4丁目、5丁目
- 八島町
- 室村町1丁目、2丁目、3丁目
- 南一色町（296の6から296の50、319の1、319の9から319の38、545、546、550、558、593の3、593の6から593の24、619、683の1、683の5から683の81、722の3、722の6から722の11、724、725の1、726の3、728の1、729から732、737から739、740の1から740の8、745、748の1を除く）
- 中野町1丁目

## 進学前小学校
- 北小学校

## アクセス
岐阜県大垣市の中心からやや北側に位置する。
大垣駅から徒歩圏内(10分程度)で、大垣市立興文中学校や大垣市立東中学校と共に、学習塾やショッピングモールに対して交通の便が良い。
大垣徳洲会病院、大垣北公園（球場や陸上トラックなどがある）、アクアウォーク大垣と目と鼻の先である。

## スローガン
「耐えよ 続けよ 思いやれ」の下に、3大集いなるものを実施している。

## 出身人物
- 中村航（作家） 学校の窓を割ってしまった時に書いた反省文の素晴らしさが当時の校長を驚かせ、全校生徒の前で「このような反省文を書けるように」と言わせたという。
- 細川茂樹（俳優）
- 立川敬二（JAXA理事長）
- 北村恵吾（プロ野球選手）